# Paulo Costa Lima
Paulo Costa Lima (Salvador, Bahia, 26 de setembro de 1954), é um premiado compositor e teórico brasileiro, que ocupa a cadeira 21 da Academia Brasileira de Música tendo como lugar de fala o Movimento de Composição da Bahia. Pesquisador pelo CNPq (desde 2003), é uma das lideranças da pesquisa e pós-graduação em música no Brasil, na área de Composição, e vem popularizando a análise musical através das redes sociais, com leituras diferenciadas de canções brasileiras (mais de 200.000 seguidores) Seu catálogo de compositor tem mais de 150 obras, tendo gerado ao longo dos anos mais de 600 performances em cerca de 25 países. Professor Titular de Composição e Teoria da Música na Escola de Música da Universidade Federal da Bahia, onde atua desde 1979, tendo se tornado mentor de toda uma nova geração de compositores baianos. Para Paulo Costa Lima, o discurso de que cultura é algo que se estuda, que se preserva, esconde o principal: a cultura se imagina, se constrói. Sua pesquisa enfatiza assim o entrelaçamento de composição e cultura, ou seja, a ideia de que o pertencimento não é algo apenas externo, entre texto e contexto, e sim algo que também é construído pelo compor, o trabalho cultural realizado por uma composição, a invenção de pertencimento: a exemplo de Beethoven com sua Sinfonia Eroica, construindo um herói para chamar de seu, e nosso. A partir dessa perspectiva, propõe o conceito de "sujeito do compor" (quando alguém compõe, quem fala?), no âmbito do trabalho cultural realizado, pensando assim uma teoria do tornar-se composição, ou seja, uma navegação constitutiva de objetos compositivos (individual, social e cultural), à qual denominou de composicionaldiade,  e que gira em torno de cinco instâncias: a indissociabilidade teoria e prática, o campo de escolhas, a invenção de mundos, a criticidade (ou capacidade de interpretação) e a reciprocidade (ou plasmação de identidades).
Suas obras musicais colocam em evidência a construção de diálogos entre aquilo que está à sua volta (a dimensão local) e os fluxos internacionais de discurso e música, com isso, aproxima-se da noção de entrelugar (de orientação decolonial) tal como proposta por Silviano Santiago em 1971, e à resistência que isso envolve - "a maior contribuição da América Latina para a cultura Ocidental, vem da destruição sistemática dos conceitos de unidade e de pureza(...) Falar, escrever, significa: falar contra, escrever contra". Em obras como o Atotô do L'homme Armé op. 39 para Orquestra de Câmara (1993), ou Cabinda: nós somos pretos para Orquestra Sinfônica (2015), ou ainda Oji: Chegança e Ímpeto para Orquestra Sinfônica (2021) coloca em jogo a tensão e a relativização de polaridades tradicionais tais como sério/jocoso, erudito/popular, afrobahia/europa, ancestral/contemporâneo, datado/incriado, associando-se à pluralidade cultural da música contemporânea brasileira e dialogando com obras de compositores de gerações anteriores, tais como Ernst Widmer, Gilberto Mendes, Lindembergue Cardoso, Jamary Oliveira entre outros, e de novas gerações como Alex Pochat, Eric Barreto, Guilherme Bertissolo, Izabella Baldoíno, Paulo Rios Filho, Pedro Amorim Filho, Vinicius Amaro - dos quais foi mentor - todos eles (nova e velha geração), enfronhados na ousadia de mostrar que é possível criar a partir daquilo que a ideologia do centrismo considera como periferias do mundo.
Em 1998 passou a ter um verbete dedicado à sua obra na Enciclopédia da Música Brasileira Popular, Erudita e Folclórica (PubliFolha), escrito pelo musicólogo Régis Duprat, e em 2001 teve seu nome incluído como verbete do prestigioso The New Grove Dictionary of Music and Musicians, escrito pelo musicólogo Gerard Béhague. Em 2009 foi eleito para a centenária Academia de Letras da Bahia (cadeira 8, Cipriano Barata), em 2011 para a Academia de Ciências da Bahia, e em 2014 para a Academia Brasileira de Música. Participou ativamente da criação da ANPPOM - Associação Nacional de Pesquisa e Pós-Graduação em Música (entre o final dos anos 80 e início dos 90) e da Tema - Associação Brasileira de Teoria e Análise Musical (em 2014).
Como pesquisador, sua produção gira em torno de temas como teoria do compor, pedagogia da criação musical, análise de música contemporânea produzida na Bahia, análise de canções populares brasileiras, e a aproximação entre música e psicanálise. Já publicou 8 livros e organizou outros 6, destacando-se aí a criação da série Teoria e Prática do Compor, atualmente com 5 volumes, além de dezenas de capítulos de livro, dezenas de artigos em periódicos acadêmicos, e centenas de artigos em periódicos de circulação. Seu trabalho de pesquisa produziu um estudo em profundidade da pedagogia e da obra do compositor brasileiro (nascido na Suiça) Ernst Widmer, mentor de todo o Movimento de Composição na Bahia, desdobrado em um Grupo de Pesquisa (Composição e Cultura, desde 2003) voltado para a pedagogia e a teoria da composição. Já orientou 10 doutores e 12 mestres através desse Grupo.
Como Diretor da Escola de Música da UFBA (1988-1992) criou o seu Programa de Pós-Graduação em 1990 e retomou os Seminários Internacionais de Música (interrompidos em 1959), trazendo cerca de 250 docentes convidados a Salvador entre 1989 e 1992.. Como Pró-Reitor de Extensão da UFBA (1996-2002) criou o Programa UFBA em Campo e Atividades Curriculares em Comunidade - ACCs. Como Presidente da Fundação Gregório de Mattos (2005-2008), órgão responsável pela gestão da cultura na cidade de Salvador, criou o Programa Mestres Populares da Cultura, o primeiro edital cultural voltado para comunidades de Salvador, coordenou o edital nacional Capoeira Viva (com recursos do MINC), lançou a série Trilhas Urbanas com importantes registros das cantigas dos candomblés da Bahia e recuperou a tradicional Igreja da Barroquinha, hoje Espaço Cultural da Barroquinha (apoio cultural da Petrobrás). Assessor Especial do Reitor da UFBA (2014-2021), coordenou as atividades de celebração dos 70 Anos da UFBA, tendo sido um dos idealizadores/organizadores dos Congressos da UFBA, criados pela gestão João Carlos Salles.

## História
Paulo Costa Lima nasceu em Salvador no bairro de Brotas, filho de Antonio Batista Lima e Dinorá Costa Lima, tendo um único irmão, João Augusto Costa Lima. Nasceu na casa de seu avô materno, João Augusto Costa (1988-1956), importante comerciante local de tecidos e fabricante dos Cofres Lusitanos. Em 1960 a família muda-se para o bairro da Lapinha, onde ingressa aos 6 anos no curso primário da Escola Getúlio Vargas, estudando com a Professora Rachel Lopes Costa.
Ingressou no Colégio de Aplicação da Universidade Federal da Bahia em 1967 e no curso de Medicina em 1973. Em 1974 transferiu-se para a Escola de Música (onde já estudava no nível preparatório desde 1969), tendo cursado Composição com Lindembergue Cardoso, Jamary Oliveira e Ernst Widmer e Violoncelo com Piero Bastianelli. Também estudou composição na University of Illinois, sob orientação de Herbert Brün e Ben Johnston, onde concluiu graduação e mestrado. Sua primeira obra foi apresentada em 1976, antes de transferir-se para a Universidade de Illinois. Casou-se, neste mesmo ano, com Ana Margarida de Almeida Cerqueira Lima (violinista), com quem teve dois filhos: Cláudio e Maurício.
Em 1979, ao retornar de sua formação nos Estados Unidos, cria o Grupo Falamassa, a partir de uma proposta vanguardista de transformação de fala em música, realizando diversas apresentações com sucesso de público e culminando em apresentações no Teatro Castro Alves e inclusão na programação cultural da SBPC -1981, em Salvador, tendo chamado a atenção do famoso jornalista Tarso de Castro, que intermediou um encontro do Grupo com Caetano Veloso. Vale lembrar que a iniciativa precede o movimento subsequente de aproximação de música e fala que fez grande sucesso no Brasil. Em 1981, organiza a Revista ART da Escola de Música e Artes Cênicas da UFBA, um dos periódicos acadêmicos de música pioneiros no Brasil, publicando artigos referenciais de Walter Smetak, Ernst Widmer, Rogério Duprat, Ricardo Tacuchian, Jamary Oliveira, Judith Grossman, Aylton Escobar entre muitos outros. Na década de 80 frequentou os Festivais de Música Nova de Santos, onde estabeleceu uma parceria com Gilberto Mendes, criando a partir de 1986 a Semana de Música Contemporânea da UFBA (coordenada em conjunto com Ana Margarida Lima) que recebia em Salvador convidados nacionais e internacionais, incluindo nomes como Jocy de Oliveira, Pierre Schaeffer, Fredric Rzweski, Lejaren Hiller, tendo esse evento dado origem à retomada dos Seminários Internacionais de Música da UFBA a partir de 1989, já como Diretor da EMUS-UFBA (foram interrompidos em 1959 ainda na época da direção de Hans Joachim Koellreutter). Entre 1989 e 1992, os Seminários Internacionais trouxeram cerca de 250 professores visitantes à Escola de Música da UFBA para cursos e intercâmbios, dando lastro para a criação da Pós-Graduação em Música nesta Universidade a partir de 1990, avaliada com nota máxima pela CAPES durante seus 20 primeiros anos de existência. Também nessa época criou o Bahia Ensemble (regido por Piero Bastianelli e coordenado por Ana Margarida Lima), um conjunto que marcou, pela qualidade, a vida da música contemporânea na Bahia.
Em 1996, participou do Festival Sonidos de las Americas em New York (Carnegie Hall), com a obra Atotô do L'homme Armé, tendo realizado conferência na Princeton University e participado de discussão com o público no palco do Carnegie Hall. Também nesse ano foi ganhador da Bolsa Vitae de Composição e do Prêmio COPENE de Música, lançando o CD Outros Ritmos, com obras gravadas pelo Bahia Ensemble, pelo Duo Robatto (flauta e clarineta) e por José Eduardo Martins (piano). Três anos depois, ganha novamente o Prêmio Copene de Música, dessa vez lançando o livro Ernst Widmer e o ensino de Composição Musical na Bahia (1999), elaborado a partir de sua primeira Tese de Doutorado, na UFBA.
A partir de 1997 se envolve com a concepção e montagem de um Programa universitário ousado e transformador, o UFBA em Campo (posteriormente levando às Atividades Curriculares em Comunidade - ACCs), questionando com sua própria natureza o feitio tradicional da Universidade brasileira, e mostrando o potencial de produção de conhecimento da articulação de diálogos entre Pesquisa, Ensino e Sociedade. Entre 1997 e 2002 mais de 4.000 estudantes universitários deram vida ao Programa e à sua capacidade de inovação. As Atividades Curriculares em Comunidade permanecem até os dias de hoje como uma frente epistemológica de renovação da Universidade. Ainda a partir dessa ideia de desfronteirização, lidera um movimento de aproximação da UFBA com relação ao Carnaval da Bahia - fenômeno cultural gigantesco e até então intocado pelo fazer universitário - levando à realização de dois Seminários interdisciplinares, à organização e publicação de dois livros sobre o tema (Seminários de Carnaval I e II), à produção de um vídeo a partir de pesquisas realizadas por estudantes (Entre Cordas, Cachês e Abadás) e mesmo à criação de um bloco de Carnaval, o Folia Universitária (totalmente financiado por fonte privada) como laboratório de Carnaval para os estudantes da área de Artes, levando a uma apoteose que se tornou uma grande polêmica na cidade, a outorga do título de Doutor Honoris Causa a Caetano Veloso, em cima do Trio, no Farol da Barra, em parceria com a Prefeitura de Salvador, abrindo o Carnaval de 1998, que comemorava 30 anos da Tropicália, algo que foi noticiado em todo o Brasil e até no Le Monde de Paris - "quando eu rebolar será um doutor rebolando", a famosa frase de Caetano ecoou pelo mundo -, apesar do evento ser duramente criticado pelo Jornal de maior circulação local.
Em 2000 participou a convite de John Neschling da Série Criadores do Brasil, tendo sua obra Kabila estreada pela Orquestra Sinfônica do Estado de São Paulo - OSESP, e defendeu sua segunda Tese de Doutorado, desta vez na USP, sobre a relação entre superfície e estrutura na música de Ernst Widmer (o mentor do Grupo de Compositores da Bahia). Em 2001 foi o Coordenador da SBPC Cultural, realizada em Salvador, e em 2004 foi consultor para o Fórum Cultural Mundial (São Paulo) e do Fórum Mundial de Turismo para a Paz e Desenvolvimento Sustentável.
Entre 2005 e 2008 dedicou-se integralmente à elaboração e experimentação de projetos culturais para a população de Salvador, como Presidente da Fundação Gregório de Mattos (órgão da Cultura na Cidade de Salvador), na esteira da construção de políticas públicas de cultura - em parceria com Juca Ferreira, então Secretário Executivo do MINC. Iniciativas como os Mestres Populares da Cultura, Capoeira Viva, a Série Trilhas Urbanas (CDs que registraram as cantigas dos orixás, inquices, voduns e caboclos da Bahia), Exposições a Céu Aberto, revitalização da Casa do Benin, Restauração da Igreja da Barroquinha (Espaço Cultural da Barroquinha) entre diversas outras, dão conta dessa orientação. Em 2008 foi condecorado com a Medalha Thomé de Souza, honraria maior da Cidade de Salvador.
A partir de 2003 retoma o ensino de Composição Musical na UFBA, convencido de que é preciso agregar compositores, criar novos grupos, e assim preparando uma nova geração de compositores baianos, e estimulando a criação da entidade Oficina de Composição Agora - OCA, através da qual diversos editais foram vencidos, fertilizando a produção da música contemporânea na Bahia, dentre eles o Edital Nacional da Petrobrás, que financiou a realização do Programa MAB - Música de Agora na Bahia entre 2016 e 2018. Em 2009 participa do CD Conserte-se com a obra Yêlêlá Twendê para 2 sopranos e Orquestra Sinfônica, a partir de Edital da Secretaria de Cultura da Bahia, vencido pela OCA. Alguns anos depois propõe e participa da elaboração do projeto BAFRIC - também apoiado por edital - levando ao intercâmbio entre compositores da África e da Bahia. Também nesse período cria junto com Guilherme Bertissolo o Grupo de Pesquisa Composição e Cultura, ambiente de pesquisa onde, ao longo dos anos. realizou a orientação de 10 projetos de doutorado e 12 de Mestrado - em torno da ideia de que a noção de pertencimento é inerente ao compor.
Em 2010, teve sua peça Ziriguidum para Grupo de Percussão (estreada na Bahia pelo Grupo de Percussão da UFBA, Reg: Jorge Sacramento) levada em turnê aos Estados Unidos pelo Grupo PIAP (Reg: John Boudler), sendo apresentada em 18 universidades norte-americanas. Em 2011 inicia uma série de apresentações nos Simpósios Internacionais de Musicologia da UFRJ, onde apresenta pela primeira vez a proposta da teoria da composicionalidade.
Em 2013 retorna aos palcos da Bienal Brasileira de Música Contemporânea, sendo premiado com a obra Bahia Concerto, estreada no Salão Leopoldo Miguez, no Rio de Janeiro, com a Orquestra SInfônica da UFRJ, tendo Claudio Cruz como regente e Aleyson Scopel como solista. Além de premiada pela FUNARTE a obra venceu o prêmio do público. Em 2015, conquistou o primeiro lugar nas indicações de seus pares (voto de 80 compositores e regentes brasileiros) para o Prêmio Nacional de Composição da FUNARTE, tendo sua composição (Batuque Concertante do Caboclo Sete Flechas, para piano e Orquestra) executada na abertura solene da XXI Bienal de Música Brasileira Contemporânea. Também em 2015, a estreia da obra Cabinda: nós somos pretos para Orquestra, comissionada pela OSESP com regência de Marin Alsop. Em 2016 foi homenageado pela Universidade de Campinas através de um Festival dedicado à sua vida e obra, o III Festival de Música Contemporânea Brasileira - FMCB, com execução de mais de quinze obras, palestras, entrevistas e mesas redondas.
Em 2017 foi novamente indicado para o Prêmio MINC-FUNARTE, dessa vez por um colegiado de dez reconhecidos intérpretes (instrumentistas e regentes), compondo a obra Tempuê para orquestra sinfônica, também fazendo parte da abertura da XXII Bienal, no Teatro Municipal do Rio de Janeiro. Em 2017, a convite do GRUPU - Unicamp (Reg: Fernando Hashimoto) escreveu a obra Chega de Caboclo para Grupo de Percussão, que foi levada em turnê na Europa em 2018 (França, Suiça e Espanha). Também em 2018, coordenou a Programação Cultural do Fórum Social Mundial, realizado em Salvador, no campus da UFBA. Em 2019, mais uma vez selecionado pela FUNARTE através da obra Look at the Sky para clarineta e piano e em 2021 com sua Gota Serena para flauta, clarineta e piano. Em 2019, teve sua obra Cauíza, para grupo de percussão, selecionada para o Festival de Essen (Alemanha), e sua peça Cabinda: nós somos pretos foi escolhida para se entrelaçar com a 9a Sinfonia de Beethoven no evento internacional organizado pela OSESP e Carnegie Hall abrindo o Ciclo Beethoven 250 Anos desta orquestra. Também nessa época, estreias na Alemanha (a exemplo dos 3 Lamentos Rebeldes para cello e piano com o violoncelista Matias de Oliveira Pinto, na Universität Münster) e na Rússia (Só, para quinteto, na Academia de Ciências de Moscou, através da importante intermediação do diplomata Wellington Bujokas). Em 2021, a obra Ojí:Chegança e Ímpeto estreada pela OSESP em São Paulo e no Rio de Janeiro, e logo em seguida executada pela Utah Symphony Orchestra, com regência de Thierry Fischer tendo mobilizado uma reação crítica das mais entusiasmadas. Em 2022, foi convidado pela Orquestra Sinfônica da Bahia para compor uma obra em homenagem aos seus 40 anos (Zaratempo com regência de Carlos Prazeres, 05.10.2022). Em 2023 conquistou o prêmio FUNARTE/MINC na Bienal 2023, com a obra Oji: Chegança e ìmpeto, executada pela Sinfônica Petrobrás sob regência de Cinthia Alireti na Sala Cecilia Meireles, Rio de Janeiro (12.12.2023).
Sempre esteve envolvido com atividades de difusão cultural. Foi colunista do Jornal A Tarde em Salvador a partir de 1981, do site nacional Terra Magazine (organizado por Bob Fernandes), comentarista da Rádio Educadora da Bahia e da Rádio Metrópole. Em 2019 foi convidado pelo Portal da Bahia Contemporânea a escrever o denso verbete Cultura dessa importante iniciativa. A partir de 2020 começou um movimento de análise de canções populares através das redes sociais (dando seguimento ao que já fazia em texto no site Terra Magazine), gerando um grande interesse em função do tratamento inusitado sobre o assunto, entrelaçando diversas áreas de conhecimento e mobilizando mais de 200.000 pessoas através de seus perfis Instagram, Facebook e Tik-Tok. O primeiro vídeo da série, tratando da jocosa, porém intrincada, relação entre a canção "Segura o Tchan" do Cumpadi Washington e a 5a Sinfonia de Beethoven, obteve ao longo dos anos mais de 10 milhões de visualizações. Em 2023 fez o caminho inverso - das redes para o presencial - criando o espetáculo Concerto Falado, com canções e suas interpretações ao vivo, no Festival Eletrobras Chesf Arte & Natureza, acompanhado pelos músicos João Liberato e Saulo Gama, no Teatro Vila Velha, Salvador, com grande sucesso de público.
Em 2024, por ocasião dos seus 70 anos, foi homenageado pela Academia Brasileira de Música (estreia da Serenata Ponteio com OSUFRJ e regência de Miguel Campos Neto na Sala Cecília Meireles, Rio de Janeiro, em 12.07.2024), pela Orquestra Sinfônica da Bahia (execução de Atotô do L'homme Armé op. 39, regência de Priscila Bomfim, 16.09.2024, na Igreja de São Francisco, Salvador), pela UFRJ (através do Panorama da Música Brasileira Atual, com estreia da obra Soprei o Mundo, para clarone e cordas, pela Orquestra Sinfônica da UFRJ, com o solista Thiago Tavares e Thiago Santos, regente, no Salão Leopoldo Miguez, 04.10.2024, Rio de Janeiro). pela sua Alma Mater a UFBA, através da Escola de Música (Seminários Internacionais de Música, Mesa Composicionalidade e Ensino de Composição, 11.10.2024, no IFBA, Salvador), pela Rádio MEC (programa dedicado à sua obra), e pela UFAL, através do núcleo de Musicologia de Penedo. Também nessa ocasião foi distinguido com o convite da Associação Nacional de Pesquisa e Pós-Graduação - ANPPOM, que ajudou a criar há mais de 30 anos, para fazer a Conferência de Abertura do XXXIII Encontro da ANPPOM, em Salvador, com o tema Música e pessoas que fazem música: sustentabilidade e práxis.

## Prêmios
25 Prêmios e Comissionamentos em Composição: 1) CUCA-Funarte (1984, Quarteto de Cordas n. 1); 2) VI Bienal de Música Brasileira Contemporânea - RJ (1985, Quarteto de Cordas n. 2, Brasiléia, op. 16); 3) Prêmio 'Goethe Institut' no Concurso Nacional de Composição da UFBA (1985); 4) Secretaria de Cultura do Estado de São Paulo (1994, Xirê op. 40 para grupo de percussão); 5) Prêmio Max Feffer-SP (1995, Ibejis op. 41); 6) Bolsa Vitae de Composição (1995); 7) American Composers Orchestra/Carnegie Hall - New York (1996, Atotô do l'homme armé, op. 39); 8) Prêmio Copene - Salvador (1996, CD Outros Ritmos); 9) Prêmio Copene - Salvador (1999, Livro "Ernst Widmer e o ensino de composição musical na Bahia"); 10) Criadores do Brasil - OSESP (2000, Serenata Kabila para orquestra, op. 54); 11) Edital da SECULT-Bahia (2009, Yelêlá Twendê para 2 sop. percussão e Orquestra); 12) Prêmio da XX Bienal de Música Brasileira Contemporânea - RJ (2013, Bahia Concerto op. 98); 13) MAB-2014 (Zaziê Streichquarttet op. 103, estreada pelo Mivos Quartet de NY); 14) OSESP - SP (2015, Cabinda: nós somos pretos, op. 104 para orquestra); 15) realização do III FMCB na UNICAMP (março de 2016, dedicado à vida e obra de Paulo Costa Lima e Ronaldo Miranda); 16) XXI Bienal de Música Brasileira Contemporânea - RJ (2015, primeira colocação com Sete Flechas: um batuque concertante op. 102 para piano e orquestra); 17) Conselho Musical da cidade de Düsseldorf-Alemanha (Comissionamento da obra Cauíza para grupo de percussão); 18) Prêmio XXII Bienal de Música Brasileira Contemporânea - 2017 (comissionamento de obra para Orquestra, Tempuê); 19) 20 Anos do Grupo de Percussão da UNICAMP - 2017 (Cauíza II - Chega de Caboclo!); 20) Prêmio XXIII Bienal de Música Brasileira Contemporânea - 2019 (Look at the Sky para clarineta e piano); 21) Comissionamento da obra "Ojí: Chegança e Ímpeto" para Orquestra Sinfônica pela Fundação OSESP (2019); 22) Prêmio FUNARTE 2021, XXIV Bienal de Música Brasileira Contemporânea (Gota Serena para flauta, clarineta e piano); 23) Sua obra Nde Re He foi comissionada pelo Festival La Flauta Latinoamericana como peça de confronto para o Concurso Internacional de 2021, tendo sido executada por 25 flautistas de 15 países; 24) Prêmio FUNARTE-MINC 2023 com a obra Oji: Chegança e Ímpeto sendo executada pela Orquestra Petrobrás Sinfônica; 25) Comissionamento da obra Serenata Concertante para Percussão e Orquestra, 15.06.2024, Orquestra Sinfônica de Campinas.

## Obras
- Zaratempo para Orquestra Sinfônica, 40 anos da OSBA (2022)
- Variações Zabelê para flauta e piano (2022)
- Ninu Afefe (em parceria com Iuri Passos) para Rum/Pi/Lê/Gan, 2 trompetes e Orquestra (2021)
- Gota Serena para trio de flauta, clarineta e piano (2021)
- Nde re he America: cantos e lutas para flauta solo (2021)
- Gota Serena para solo, duo ou trio de clarinetas (2021)
- Maianguelê para quarteto de flautas (2021)
- Aboio 5 para flauta solo (2021)
- Ojí: Chegança e Ímpeto para Orquestra Sinfônica (2020)
- Gota Serena para flauta e piano (2020)
- Três Lamentos Rebeldes para violoncelo e piano (2020)
- Queremos Universidade, em parceria com Cláudio Lima (canção) (2019)
- Cavalo Marinho para Violoncelo e Orquestra de Cordas (2019)
- Protofonia ao Hino do Senhor do Bonfim para Orquestra Sinfônica, em colaboração com Vinícius Amaro (2019)
- Alá para Orquestra Sinfônica (2018)
- Serenata Gonguê para oboé e piano (2018)
- Calcinha 'New' Stuck (2018)
- Aboio 3 para flauta solo (2018)
- Chega de Caboclo para grupo de percussão (2017)
- Tindolelê para piano (2016)
- Manteiga para sax tenor e piano (2016)
- Bembê para quinteto de metais (2016)
- Tempuê para Orquestra (2016)
- Cavalo Marinho para violoncelo solo (2016)
- Trans-Iakisôbá para flauta, clarineta e piano (2016)
- Look at the sky para clarineta e piano (2016)
- Look at the sky para clarineta solo (2016)
- Rapadura e Côco para violoncelo solo (2016)
- Aboio e Pós-Aboio para violoncelo solo (2016)
- Trans-Iakisôbá (Ibejis n. 3) para flauta e clarineta (2015)
- Cabinda: nós somos pretos para Orquestra (2015)
- Zaziê Quartettsatz para quarteto de cordas (2014)
- Sete Flechas: um batuque concertante (2014-2015) para piano e Orquestra
- Manteiga para sax solo (2013)
- The real thing for would-be clarinet and piano (2013)
- A Bahia tá viva? para soprano e grupo de câmara (2012)
- Bahia Concerto 2012 para piano e Orquestra de Cordas (2012)
- Yêlêlá Song for voz, clarineta e piano (2012)
- Januário para duo de percussão (2012)
- Aboio II para flauta solo (2012)
- Ibejis n. 2 para flauta e clarineta (2011)
- Calcinha Stück para 3 sopranos e grupo de percussão (2010)
- Paisagem Baiana para 5 clarinetas (2010)
- Só… for quinteto de fl, cl, tp, vn, vc (2009)
- Yêlelá Twendê para 2 sop, bx elétrico, pc e Orquestra (2009)
- Divertimento Mineral para sexteto (fl, cl, tp, vn, vc, pn) (2007)
- Serenata-Ponteio para cordas (2007)
- Ziriguidum para grupo de percussão (2007)
- Partita para violoncelo solo (2006)
- Concertino para clarineta e cordas (2006)
- Caipiroska para violino e piano (2006, rev 2016)
- Serenata Ayó para Orquestra (2005)
- Brincando com a louça para sexteto de (fl, cl, vn, vla, vc, pn) (2004)
- Eis Aqui! para piano solo (2003)
- Arroubos para flauta solo, duo, trio e quarteto (2003)
- Aboio I para flauta solo (2003)
- Ponteio n. 2 para piano solo (2002)
- Ciclo de Orikis op. 60: Xangô, Exu e Oxóssi (sop, fl, pn, pc) (2001)
- 3 Ponteios em miniatura para flauta e piano (2000)
- Oriki de Erinlê para soprano e violão (texto recolhido por Verger) (1997)
- Lembrando e esquecendo Pixinguinha para flauta e violão (1997)
- Vassourinhas um frevo-estudo para piano solo (1996)
- Kabila para quarteto de madeiras (1996)
- Oriki para trompete e piano (1995)
- Apanhe o Jegue para flauta e violão (1995)
- Ibeji para flauta e clarineta (1995)
- Atotô do L’homme armé para grupo de câmara (1993)
- Kyrie de Nanã para coro (1993)
- Saruê de dois para 2 clarinetas (1993)
- Ponteio para piano solo (1992)
- Corrente de Xangô para violoncelo solo (1992)
- Imikaiá para piano solo (1992)
- Pega essa nêga e chêra para piano solo (1991)
- Pega essa nêga e chêra para flauta e piano (1991)
- Vés para piano solo (1990)
- Atotô balzare, Si, Si, como no! para 5 pc e piano (1985)
- Cuncti-Serenata para piano solo (1984)
- Ubabá, o que diria Bach! para orquestra de câmara (1983)

## Performances
- Ziriguidum - Salvador, Grupo de Percussão da UFBA, Reg: Jorge Sacramento, Coreografia: Bel Souza e Denny Neves, Simpósio Internacional Arte na Educação Básica, Escola de Dança da UFBA, 04.12.2017
- Oriki de Erinlê - SP, segundo lançamento do CD (Adélia Issa e Edelton Gloeden, voz e violão), Teatro Eva Herz, Multicultura - Paulista, 29.11.2017
- Oriki de Erinlê - SP, lançamento do CD de Adélia Issa e Edelton Gloeden, voz e violão), Centro de Estudos e Pesquisas do SESC, 24.11.2017
- Sete Flechas: um batuque concertante para piano e Orquestra, Transmissão radiofônica, Rádio Educadora 107.5, Salvador, com Aleyson Scopel (piano) Orquestra Neojibá e Eduardo Torres (Regente)
- Rio de Janeiro - RJ, Tempuê (estreia) para Orquestra Sinfônica, com Orquestra Sinfônica Nacional e Tobias Volkmann (Reg.), Teatro Municipal, 23.10.2017
- Salvador - BA, Apanhe o Jegue para flauta e violão, Lucas Robatto e Vladimir Bonfim, Centro Cultural da Câmara de Salvador, 19.10.2017
- Kleve - Alemanha, Cauiza para grupo de percussão, Stephan Froleyks e grupo internacional de percussionistas, Foyer des Hörsaalgebäudes, Hochschule Rhein-Waal, 07.10.2017
- Kempen - Alemanha, Cauiza para grupo de percussão, Stephan Froleyks e grupo internacional de percussionistas, Paterskirche, 09.10.2017
- Natal - RN, Cavalo Marinho para violoncelo solo, Matias de Oliveira Pinto (violoncelo), Escola de Música da UFRN, 16.10.2017
- Ouro Branco - MG, Cavalo Marinho para violoncelo e orquestra de cordas, Matias de Oliveira Pinto (violoncelo), 12a Semana da Música, Capela de Santana do Hotel Fazenda Pé do Morro, 14.10.2017
- Ouro Branco - MG, Caipiroska para violino e piano (2006/2016), Renata Kubala e Sérgio Monteiro, 12a Semana da Música, Casa de Música de Ouro Branco, Hotel Verdes Mares, 11.10.2017
- Salvador, Trans-Iakisôbá para flauta e clarineta (2016), Duo Robatto (Lucas e Pedro Robatto), Goethe Institut, 29.09.2017
- Campinas - SP, Serenata-Ponteio para orquestra de cordas (2007), Oficina de Cordas com Lars Hoefs, 15.09.2017 (estreia)
- Campinas - SP, Chega de Caboclo para grupo de percussão (2017), Encerramento do Congresso da ANPPOM, 01.09.2017
- Rio de Janeiro, Look at the sky para clarineta solo (2016), Igor Carvalho, Espaço Guiomar Novaes, ABM-Brasilianas 2017, 29.08.2017
- Salvador, Apanhe o Jegue para flauta e violão (1995), Lucas Robatto e Vladimir Bomfim, Museu de Arte da Bahia, 12.08.2017
- Toulouse - França, Corrente de Xangô para cello solo (1992), na 'Eglise de Blaucau', com Lars Hoefs, 11.08.2017
- Turnê Sonora Brasil (20 cidades brasileiras), Bembé (2017), Quinteto de Metais da UFBA, de junho a dezembro de 2017 (estreia)
- Berlin, Kulturelle Landpartie, Cavalo Marinho (2016), por Matias de Oliveira Pinto, 26.05.2017 e 27.05.2017 (estreia)
- Campinas, Chega de Caboclo (2017) para Grupo de Percussão, GRUPU com Fernando Hashimoto (Regente), I Congresso Brasileiro de Percussão, UNICAMP, 09.05.2017 (estreia)
- Krakow Cello Spring Festival, Corrente de Xangô (1992), por Lars Hoefs, Aula Florianka, Cracóvia (Polônia), 24.02.2017
- 3rd annual Villa-Lobos International Chamber Music Festival, Manteiga para sax e piano (2016), Michael Couper(sax) e Alexandra Albert(piano), Univ. of California - Riverside (USA), 02.02.2017 (estreia)
- 3rd annual Villa-Lobos International Chamber Music Festival, Corrente de Xangô para cello solo (1995), Lars Hoefs, Mimoda Studio, Pico Boulevard, Los Angeles (USA), 11.01.2017
- Lançamento do CD Festival Música Nova, inclui Divertimento Mineral (2007), Regente: Jack Fortner e Camerata, SESC-Santos, Santos (SP), 20.01.2017
- 50º Festival Música Nova Gilberto Mendes, Look at the sky para clarineta e piano (2016), Igor Picchi Toledo (clarineta) e Rodrigo Antonio Silva (piano), Ribeirão Preto (SP), 11.11.2016
- III FMCB - Festival de Música Contemporânea Brasileira, dedicado à vida e obra dos compositores Paulo Costa Lima e Ronaldo Miranda, UNICAMP-Campinas (SP), 16 a 19 de março de 2016